# 六羰基钼
六羰基钼是一种配位化合物，屬於金屬羰基配合物，化学式为Mo(CO)6。它和同族的羰基化合物六羰基铬、六羰基钨一样，是具有挥发性的、在空气中相对稳定的白色固体，其中钼原子为0价。

## 分子结构
六羰基钼采用钼原子为中心、六个羰基为顶点构成的正八面体配合物结构，它是一种符合18电子规则的稳定配合物。

## 制备
六羰基钼可以由三氯化钼与一氧化碳和金属钠反应得到：
MoCl3 + 3 Na + CO → Mo(CO)6 + 3 NaCl
也可在一氧化碳气氛下通过三氯化钼和三乙基铝反应制得：
MoCl3 + 2 AlEt3 + 6 CO → Mo(CO)6 + 2 AlCl3 + 3 C4H10

## 物理及化学性质
Mo(CO)6微溶于非极性有机溶剂，它可以被NaBH4还原为[Mo2(CO)10]2-。

## 环境存在
六羰基钼在处理堆填和废水的工厂里可能检测到，在还原性、缺氧的环境中有助于六羰基钼的形成。

## 在无机和有机金属化学中的应用
六羰基钼易被气化和在电子束照射下分解，所以常被用作电子束诱发沉积技术中的钼源。因为六羰基钼分子中的羰基分子易被其他分子所取代，所以可被用作有机反应中的试剂，比如六羰基钼可与2,2'-联吡啶反应释放出一氧化碳同时形成Mo(CO)4(bipy)、紫外线辐照六羰基的四氢呋喃溶液会生成Mo(CO)5(THF)。六羰基钼也可作为有机反应的催化剂，如催化环烯的开环聚合、催化炔烃三聚制备苯衍生物等。

### [Mo(CO)4(piperidine)2]
Mo(CO)6和哌啶经加热反应，发生哌啶对羰基配体的取代反应生成黄色的Mo(CO)4(piperidine)2配合物。此配合物中的两个哌啶配体是不稳定，以该配合物为中间体可进一步引入其他配体分子。比如Mo(CO)4(piperidine)2在沸腾的二氯甲烷溶液中和三苯基膦发生取代反应生成cis-[Mo(CO)4(PPh3)2],该顺式配合物继而在甲苯溶液中异构化形成trans-[Mo(CO)4(PPh3)2].

### [Mo(CO)3(MeCN)3]
六羰基钼在乙腈溶液中加热回流后，会发出一氧化碳并转化为对空气敏感的Mo(CO)3(MeCN)3。Mo(CO)3(MeCN)3可充当"Mo(CO)3",比如Mo(CO)3(MeCN)3与烯丙基氯反应生成[MoCl(allyl)(CO)2(MeCN)2]。Mo(CO)3(MeCN)3。Mo(CO)3(MeCN)3分别与蝎型配体和环戊二烯基钠反应可形成[MoTp(CO)3]−和[MoCp(CO)3]−，这些配合物阴离子可进一步转化为其他产物。

### 一氧化碳气体的替代物
六羰基钼固体可作为一氧化碳气体的替代物用于过渡金属催化的羰基化反应

## 使用安全
和所有金属羰基化合物一样，六羰基钼是易挥发的。它很容易扩散进塑料瓶塞中。

## 扩展阅读
- Marradi, M. . Synlett. 2005, 2005 (7): 1195–1196  [2020-12-20]. doi:10.1055/s-2005-865206. （原始内容存档于2018-06-04）.
- Feldmann, J.; Cullen, W. R. . Environmental Science and Technology. 1997, 31 (7): 2125–2129. doi:10.1021/es960952y.
- Feldmann, J.; Grümping, R.; Hirner, A. V. . Fresenius' Journal of Analytical Chemistry. 1994, 350 (4–5): 228–234. doi:10.1007/BF00322474.